# Lilah Larson
Lilah Larson (* 27. September 1990 in Los Angeles) ist eine US-amerikanische Musikerin und Komponistin. Sie war Teil der Musikgruppe Sons of an illustrious father und des Duos Oddkin. Im Jahr 2021 wurde der Soundtrack des Films Asking for It von Larson komponiert, gemischt und produziert. Sie arbeitete bereits mit Künstlern wie Cassandra Jenkins, Thao, Lola Kirke und Alex Cameron zusammen. Larson wirkte an der letzten Staffel des Podcasts The Black Womens Department of Labor als Audioeditor, Mixer und Sounddesigner mit.
Lilah Larson ist die Tochter des US-amerikanischen Schauspielers Darrell Larson und der Filmautorin Susanna Styron. Sie ist das jüngste Kind ihrer Eltern und hat einen Bruder namens Tavish und eine Schwester namens Emma.
2009 gründete Larson die Band Sons of an illustrious father, die sich später zum Musikduo Oddkin entwickelte. In dieser Zeit tourte Larson durch Länder weltweit. Larson spielt Gitarre, Schlagzeug, Percussion und Bass. Ihr erstes Soloalbum Pentimento erschien im Januar 2017.